# Листопадовское сельское поселение
Листопадовское сельское поселение — муниципальное образование в Грибановском районе Воронежской области.
Административный центр — село Листопадовка.

## Административное деление
Состав поселения:
- село Листопадовка,
- деревня Красовка,
- село Лавровка,
- село Поляна,
- поселок Тупки.